# Bryum truncatulum
Bryum truncatulum là một loài rêu trong họ Bryaceae. Loài này được With. mô tả khoa học đầu tiên năm 1801.